# فيودور أوسوف
فيودور أوسوف (بالروسية: Усов, Фёдор Вениаминович)‏ هو لاعب كرة قدم روسي في مركز الدفاع، ولد في 30 مارس 1982. لعب مع زينيت سانت بطرسبرغ.